# Los Angeles Sparks 1999
La stagione 1999 delle Los Angeles Sparks fu la 3ª nella WNBA per la franchigia.
Le Los Angeles Sparks arrivarono seconde nella Western Conference con un record di 20-12. Nei play-off vinsero il primo turno con le Sacramento Monarchs (1-0), perdendo poi la finale di conference con le Houston Comets (2-0).

## Roster
| N° | Naz.                    | Ruolo | Sportivo             | Anno | Alt. | Peso |
| -- | ----------------------- | ----- | -------------------- | ---- | ---- | ---- |
| 00 | Stati Uniti (bandiera)  | A     | La'Keshia Frett      | 1975 | 191  | 77   |
| 4  | RD del Congo (bandiera) | G     | Mwadi Mabika         | 1976 | 180  | 75   |
| 5  | Stati Uniti (bandiera)  | G     | Allison Feaster      | 1976 | 180  | 76   |
| 6  | Jugoslavia (bandiera)   | G     | Gordana Grubin       | 1972 | 180  | 75   |
| 8  | Stati Uniti (bandiera)  | C     | DeLisha Milton       | 1974 | 185  | 75   |
| 9  | Stati Uniti (bandiera)  | C     | Lisa Leslie          | 1972 | 196  | 77   |
| 11 | Stati Uniti (bandiera)  | G     | Penny Toler          | 1966 | 173  | 60   |
| 15 | Stati Uniti (bandiera)  | G     | Ukari Figgs          | 1977 | 175  | 64   |
| 21 | Stati Uniti (bandiera)  | G     | Tamecka Dixon        | 1975 | 175  | 67   |
| 33 | Mozambico (bandiera)    | C     | Clarisse Machanguana | 1976 | 196  | 82   |
| 45 | Jugoslavia (bandiera)   |       | Nina Bjedov          | 1971 | 198  | 88   |

## Staff tecnico
Allenatore: Orlando Woolridge

Vice-allenatori: Colleen Matsuhara, Michael Cooper